# 3080 Moisseiev
3080 Moisseiev è un asteroide della fascia principale. Scoperto nel 1935, presenta un'orbita caratterizzata da un semiasse maggiore pari a 2,6109495 au e da un'eccentricità di 0,1929934, inclinata di 13,88299° rispetto all'eclittica.
L'asteroide è dedicato all'astronomo sovietico Nikolaj Dmitrievič Moiseev.